# Vitín
Vitín (deutsch Wittin) ist eine Gemeinde in Tschechien. Sie liegt 14 Kilometer nordöstlich von Budweis in Südböhmen und gehört zum Okres České Budějovice.

## Geographie

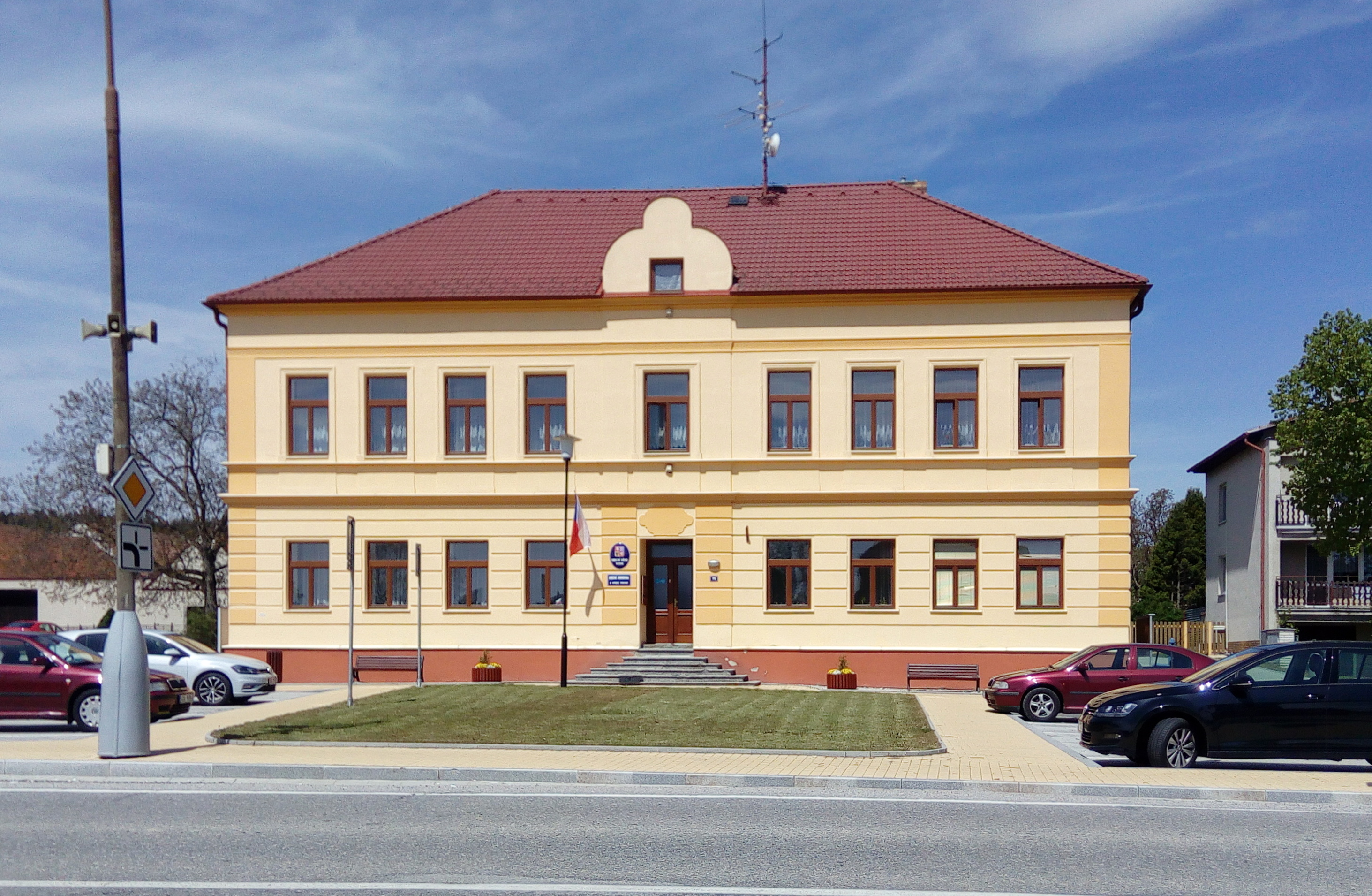
Vitín, Gemeindeamt

Vitín liegt am Rande der Lischauer Schwelle im Landstrich Pšeničná Blata zwischen zwei großen Waldgebieten, der Nová obora bzw. Poněšická obora im Nordwesten und den Velechvínské polesí im Südosten. Im Norden erhebt sich die Baba (570 m), südlich der U Hromady (537 m) und der Pahorek (544 m) sowie im Nordwesten der Cirhanský vrch (557 m) und die Kameniště (565 m). Im Osten führen die Bahnstrecke České Budějovice–Veselí nad Lužnicí sowie die E 55/I/3 zwischen České Budějovice und Veselí nad Lužnicí an Vitín vorbei. Weiter östlich liegen im Wald Velechvínské polesí die Reste der ehemaligen Waldbahn sowie die Teiche Dubenský rybník und Žďárský rybník sowie dahinter am Bach Dubenský potok die Wüstungen Žďár und Ovčín. Gegen Südosten befindet sich die Wüstung Provod. Südlich entspringt die Libochovka.
Nachbarorte sind U Petra, U Čížka und Drahotěšice im Norden, Ševětín, Pazderna und Mazelov im Nordosten, Smržov im Osten, Dolní Slověnice, Hůrky, Hrutov, Velechvín und Kolný im Südosten, Červený Újezdec und Lhotice im Süden, U nádraží, Chotýčany, Na Libochové und Dobřejovice im Südwesten, Karbanice und Stará Obora im Westen sowie Cirhan, Poněšice und Vlkov im Nordwesten.

## Geschichte
Zwei Hügelgrabanlagen im Wald an der Baba belegen eine slawische Besiedlung im 8. und 9. Jahrhundert. Sie bestehen aus jeweils 50 bis 80 Grabhügeln, deren größte einen Durchmesser von vier bis fünf Metern und eine Höhe von zwei Meter haben.
Die erste schriftliche Erwähnung des zur Herrschaft Wittingau gehörigen Dorfes erfolgte im Jahre 1541. Das Hufendorf wurde um einen sich in Ost-West-Richtung hinziehenden Dorfanger mit ovalem Grundriss angelegt, wobei die sich zumeist nach Norden oder Süden erstreckenden Parzellen regelmäßig eine Breite von 35 bis 40 Metern aufweisen. Über Vitín führte mit der Linzer Straße von Budweis nach Prag ein bedeutsamer mittelalterlicher Handelsweg. In Kriegszeiten war der Ort dadurch von Truppendurchzügen und Plünderungen betroffen. Während des Dreißigjährigen Krieges verödete das Dorf fast gänzlich. In der berní rula von 1654 werden 15 der 20 Gehöfte als neubesiedelt aufgeführt. Nach der Einführung der Hausnummern im Jahre 1771 standen in dem Ort 24 bis 29 Häuser. Im Jahre 1840 bestand Witin aus 33 Häusern mit 365 Einwohnern. Im Dorf bestand die der hl. Mutter Gottes geweihte Kapelle. Zu Witin gehörte der einschichtige Bauernhof Cyrchan (Cirhan). Pfarrort war Schewetin. Bis zur Mitte des 19. Jahrhunderts blieb das Dorf immer der Herrschaft Wittingau untertänig.
Nach der Aufhebung der Patrimonialherrschaften bildete Vitín / Witin ab 1850 einen Ortsteil der Gemeinde Ševětín in der Bezirkshauptmannschaft Budějovice/Budweis. Zwischen dem 19. und 20. Jahrhundert erfolgte eine Umgestaltung des Ortsbildes, bei der die hölzernen Gehöfte durch schmuckvolle Giebelhöfe im Bauernbarockstil ersetzt wurden. 1873 löste sich Vitín von Ševětín los und bildete eine eigene Gemeinde. Im selben Jahre entstand östlich des Dorfes die Bahnstrecke České Budějovice–Veselí nad Lužnicí, eine Bahnstation erhielt der Ort jedoch nie. 1910 lebten in Vitín / Wittin 491 Personen, davon waren 489 Tschechen. Nachdem der Hagelsturm vom 10. Juni 1916 auch in den Waldgebieten Mojský les und Velechvínské polesí zwischen Nemanice, Úsilné, Bída und Ševětín enorme Schäden hinterließ, hatte Fürst Johann zu Schwarzenberg große Mühe, den Windbruch zu bergen. Wegen des Krieges mangelte es an Männern, Pferden und Wagen. Zwischen 1917 und 1918 ließ er deshalb von der Bahnstrecke České Budějovice–Veselí nad Lužnicí zwei schmalspurige Waldeisenbahnen anlegen. Eine davon führte von Ševětín in die Velechvínské polesí. Nach 100 Jahren der Eigenständigkeit erfolgte am 20. September 1973 die erneute Eingemeindung nach Ševětín. Nach einem Referendum löste sich Vitín zum 24. November 1990 wieder von Ševětín los. Der historische Ortskern ist seit 1990 ein ländliches Denkmalschutzgebiet.

## Gemeindegliederung
Für die Gemeinde Vitín sind keine Ortsteile ausgewiesen. Zu Vitín gehören die Siedlung Na Libochové und ein Teil der Ansiedlung U nádraží. Grundsiedlungseinheiten sind Chotýčany-U nádraží II und Vitín.

## Sehenswürdigkeiten
- Kapelle des hl. Johannes von Nepomuk auf dem Dorfplatz, geschaffen 1815
- Dorfschmiede, erbaut 1833
- Barocke Statuen der hll. Rochus, Jakobus, Matthäus und Josef, geschaffen in der ersten Hälfte des 18. Jahrhunderts
- Ensemble von Giebelhöfen mit Speicher im Blatastil des südböhmischen Bauernbarock
- Hügel Baba mit zwei slawischen Hügelgrabanlagen mit jeweils 50 bis 80 Grabhügel aus dem 9. Jahrhundert
- Burgstall Hradec, in den Wäldern westlich des Dorfes auf dem gleichnamigen Berg über dem Libochovkatal
- Waldgebiet Poněšická obora mit Hirschgarten